# Marktl (Gemeinde Lilienfeld)
Marktl ist eine Ortschaft und eine Katastralgemeinde der Stadtgemeinde Lilienfeld im Bezirk Lilienfeld in Niederösterreich.

## Geografie
Das links der Traisen liegende Dorf ist über die Mariazeller Straße erreichbar, von der die Ortsstraße abzweigt. Zudem besteht eine Haltestelle an der Bahnstrecke Traisen–Kernhof. Der Ort wird dominiert von der Firma PREFA.

## Geschichte
Laut Adressbuch von Österreich waren im Jahr 1938 in Marktl ein Bäcker, ein Bauunternehmer, ein Fleischer, ein Friseur, drei Gastwirte, zwei Gemischtwarenhändler, eine Hebamme, eine Konsumgenossenschaft, ein Maurermeister, ein Schlosser, ein Schneider und drei Schneiderinnen, zwei Schuster, ein Skierzeuger und einige Landwirte ansässig. Dominierend war das Eisenwerk Friedrich von Neuman mit angeschlossener Verzinkerei, das heute unter PREFA bekannt ist.

## Persönlichkeiten
- Mathias Zdarsky (1856–1940), Skipionier und Begründer der alpinen Skilauftechnik, wohnte in Marktl
- Cornelius Grupp (* 1947), übernahm 1981 das örtliche Aluminiumwalzwerk